# Liste der Monuments historiques in Rupt-aux-Nonains
Die Liste der Monuments historiques in Rupt-aux-Nonains führt die Monuments historiques in der französischen Gemeinde Rupt-aux-Nonains auf.

## Liste der Immobilien
| Bezeichnung                 | Beschreibung           | Standort               | Kennzeichnung | Schutzstatus | Datum | Bild           |
| --------------------------- | ---------------------- | ---------------------- | ------------- | ------------ | ----- | -------------- |
| Kirche St-Pierre-et-St-Paul | ab dem 12. Jahrhundert | Rue de l’Église (Lage) | PA00106610    | Inscrit      | 1970  | weitere Bilder |
| Brücke über die Saulx       | 1557 erbaut            | Rue de l’Église (Lage) | PA00106611    | Classé       | 1975  | weitere Bilder |

## Liste der Objekte
| Bezeichnung                       | Beschreibung                                                  | Standort                                  | Kennzeichnung | Schutzstatus | Datum | Bild |
| --------------------------------- | ------------------------------------------------------------- | ----------------------------------------- | ------------- | ------------ | ----- | ---- |
| Gemälde Anbetung der Hirten       | Ölfarbe auf Leinwand, vergoldeter Holzrahmen, 18. Jahrhundert | in der Kirche St-Pierre-et-St-Paul (Lage) | PM55002273    | Inscrit      | 1994  |      |
| Armreliquiar des heiligen Blasius | Eichenholz, farbig gefasst und vergoldet, 17. Jahrhundert     | in der Kirche St-Pierre-et-St-Paul (Lage) | PM55002271    | Inscrit      | 1994  |      |
| Zwei Altarleuchter                | Messing, vergoldet, 18. Jahrhundert                           | in der Kirche St-Pierre-et-St-Paul (Lage) | PM55002272    | Inscrit      | 1994  |      |
| Beichtstuhl                       | Eichenholz, 18. Jahrhundert                                   | in der Kirche St-Pierre-et-St-Paul (Lage) | PM55002274    | Inscrit      | 1999  |      |
| Uhrwerk                           | 1840 gebaut                                                   | in der Kirche St-Pierre-et-St-Paul (Lage) | PM55002614    | Inscrit      | 2005  |      |